# EN 50102
Европейский стандарт BS EN 50102:1995 «Степени защиты, предоставляемые защитами для электрооборудования от внешних механических воздействий (IK-код)», описывает стандарт присвоения IK-кода электрооборудованию, определяющего специфицированную степень закрывающей защиты для защиты содержимого от внешних ударов.

## История
Прежде чем стандарт EN 50102 был принят, к IP-коду добавлялась третья цифра для обозначения уровня ударостойкости, например IP66(9). Нестандартизованное использование этой системы обозначений было одним из факторов, подтолкнувших к разработке стандарта, который использует два номерных кода для отличия от старых систем. Стандарт вступил в силу в октябре 1995 г.
После принятия  в 2002 году международного стандарта IEC 62262, европейский стандарт был переименован в EN 62262.

## Стандарт
EN 50102 описывает степень защиты, которая присваивается оборудованию по окончании тестов, атмосферные условия для эксплуатации, количество воздействий (5) и их тип, а также размер, стиль, материал, измерения и массо-габариты различных типов молотков, используемых для создания импульса энергии установленной степени.
| IK код                 | IK00 | IK01 | IK02 | IK03 | IK04 | IK05 | IK06 | IK07 | IK08 | IK09 | IK10 |
| ---------------------- | ---- | ---- | ---- | ---- | ---- | ---- | ---- | ---- | ---- | ---- | ---- |
| Энергия удара (джоули) | *    | 0.14 | 0.2  | 0.35 | 0.5  | 0.7  | 1    | 2    | 5    | 10   | 20   |

Для теста стойкости к более мощным ударам рекомендуется энергия 50 Дж.